# Baltix
Baltix GNU/Linux es una distribución del sistema operativo LinuxGNU/Linux, basada en Debian y Ubuntu, que apunta a ser un sistema operativo completo en formato amigable, para lituanos y letones, entre otros países bálticos.
Soporta los siguientes idiomas: lituano, letón (Letonia), estonio, ruso, Inglés, noruego y otros cercanos al Báltico, aunque el principal lenguaje soportado es el primero de todos ellos.
Baltix utiliza GNOME como entorno de escritorio y se distribuye en un LiveCD instalable: puede ser usada sin ser instalada aunque este proceso es amigable para el usuario, ya que usa el instalador gráfico de Ubuntu 6.06 y sus versiones posteriores.
Algunas versiones de Baltix tienen una instalación automática, que demora aproximadamente 10 minutos, esto sin la intervención del usuario.

## Paquetes adicionales comparados conUbuntu
- Software educacional para niños y adultos, incluyendo: GCompris, TuxPaint, Celestia (simulador espacial), etc.
- Interés en juegos divertidos: Pingus, Frozen-Bubble, PlanetPenguin Racer
- Gráficos vectoriales: CAD, Inkscape, QCAD y Dia
- Pocos recursos consumidos para un gestor de ventanas (actualmente IceWM)
- Posibilidad de correr software compilado por Microsoft Windows
- Clipart, CAD y plantillas de documentos de oficina
- Otros paquetes, los cuales son usado por usuarios lintuanos y de otros Países bálticos, incluyendo:

- Un diccionario de software universal OpenDict
- Un diccionario de ortografía y uniones con guiones (hyphentation, en idioma inglés, etc.